# Test Drive Off-Road 3
Test Drive Off-Road 3 (с англ. — «Тест-драйв: Бездорожье 3»), в Европе известная как 4X4 World Trophy — видеоигра в жанре аркадных автогонок, изданная компанией Infogrames для игровых платформ PlayStation, Windows и Game Boy Color 31 октября 1999 года в Северной Америке и 19 апреля 2000 года в Европе. Это третья часть серии Test Drive из цикла Off-Road.
Игра также разрабатывалась для Dreamcast, однако эта версия была отменена.

## Игровой процесс
Test Drive Off-Road 3 представляет собой аркадную гоночную игру, выполненную в трёхмерной графике. Как и две предыдущие части, игра сосредотачивается на гонках по бездорожью.
Игроку представлены на выбор несколько десятков джипов от известных производителей, таких как Hummer, Dodge, Subaru и других, а также трассы, основанные на реальных местах мира. В игре есть режим практики, где можно самому настроить гонку, и режим мирового тура, в котором нужно покупать и модифицировать джипы для гоночных состязаний. Помимо этого доступен многопользовательский режим на двух игроков. В упрощённой версии для Game Boy Color используется двухмерная графика с видом сверху, а также присутствует дополнительный режим погони, в котором нужно играть за полицию, арестовывая гонщиков.

## Разработка и выход игры
Создание Test Drive Off-Road 3 началось в середине 1999 года. Разработчики были поделены на три команды: студия Accolade занималась версией для игровой приставки PlayStation, Atari были ответственны за версию на ПК, а Xantera — за версию на Game Boy Color, для которой они параллельно разрабатывали Test Drive 6. В июне 1999 года команда из Accolade сообщила, что третья часть Off-Road будет значительно лучше и реалистичнее предшественников, благодаря продвинутым графике, управлению и настройкам джипов. В то же время компания Infogrames заявила, что разработчики также занимаются версией игры для консоли Dreamcast и порадуют владельцев приставки новым опытов гоночных игр по бездорожью.
В августе на пресс-конференции в Калифорнии представили Test Drive Off-Road 3 на ранней стадии разработки. Согласно известной информации, в игре будет присутствовать 30 лицензированных джипов, 11 трасс, каждая из которых находится в реально существующих местах мира, а также лицензированные музыкальные композиции от известных рок-групп, включая Blink-182. Не меньше внимания разработчики уделили настройкам транспортных средств и различным режимам для одного и нескольких игроков. В версии для Game Boy Color обещались 24 трассы, 10 внедорожников , система сохранения с помощью батарейки картриджа, а также совместимость с оригинальным Game Boy. 8 декабря Infogrames представили демоверсию Test Drive Off-Road 3 на ПК.
Выход игры состоялся 31 октября 1999 года в Северной Америке и 19 апреля 2000 года в Европе. 24 апреля стало известно, что версия для Dreamcast была отменена. По словам разработчиков, это связано с выпуском других гоночных игр, а также длительного процесса разработки: чтобы довести игру на Dreamcast до должного уровня, нужно было бы потратить год после выхода версии для PlayStation, до осени 2000 года.

## Оценки и мнения
| Сводный рейтинг       | Сводный рейтинг | Сводный рейтинг | Сводный рейтинг |
| Издание               | Оценка          | Оценка          | Оценка          |
| Издание               | GBC             | PC              | PS              |
| --------------------- | --------------- | --------------- | --------------- |
| GameRankings          | 50 %            | 56,17 %         | 60,50 %         |
| MobyRank              |                 | 46/100          | 48/100          |
| Иноязычные издания    |                 |                 |                 |
| Издание               | Оценка          | Оценка          | Оценка          |
| Издание               | GBC             | PC              | PS              |
| AllGame               | [ 12 ]          | [ 13 ]          | [ 14 ]          |
| EGM                   |                 |                 | 6,25/10         |
| Game Informer         |                 |                 | 6/10            |
| GamePro               |                 |                 | [ 15 ]          |
| GameRevolution        |                 |                 | D+              |
| GameSpot              |                 | 6,3/10          | 4,3/10          |
| GameZone              |                 | 8,1/10          |                 |
| IGN                   | 4/10            | 7,3/10          | 5/10            |
| OPM                   |                 |                 | 2/5             |
| Русскоязычные издания |                 |                 |                 |
| Издание               | Оценка          | Оценка          | Оценка          |
| Издание               | GBC             | PC              | PS              |
| Absolute Games        |                 | 75 %            |                 |

Мнения критиков об игре разделились. На сайте GameRankings версия для PlayStation имеет среднюю оценку 60,50 %, для ПК — 56,17 % и для Game Boy Color — ровно 50 %. Некоторые обозреватели отнесли к положительным сторонам улучшенную, по сравнению с предыдущими частями серии, графику и саундтрек, но ряд рецензентов раскритиковали непродуманный геймплей и трассы.